# Svenska mästerskapen i längdskidåkning 2005
Svenska mästerskapen i längdskidåkning 2005 arrangerades i Hudiksvall och Luleå.

## Medaljörer, resultat

### Herrar
| Gren                         | Guld                                                                       | Guld                                                                       | Silver                                                  | Silver                                                  | Brons                                               | Brons                                               |
| 15 km (F)                    | Anders Södergren                                                           | Östersunds SK                                                              | Mathias Fredriksson                                     | Östersunds SK                                           | Mats Larsson                                        | Åsarna IK                                           |
| 30 km (F)                    | Mathias Fredriksson                                                        | Östersunds SK                                                              | Anders Södergren                                        | Östersunds SK                                           | Anders Högberg                                      | IFK Umeå                                            |
| 50 km (K)                    | Anders Södergren                                                           | Östersunds SK                                                              | Tobias Fredriksson                                      | Östersunds SK                                           | Daniel Rickardsson                                  | Hudiksvalls IF                                      |
| Double pursuit (15 K + 15 F) | Anders Södergren                                                           | Östersunds SK                                                              |                                                         |                                                         |                                                     |                                                     |
| Sprint (K)                   | Thobias Fredriksson                                                        | Östersunds SK                                                              |                                                         |                                                         |                                                     |                                                     |
| Stafett 3 x 10 km (K)        | Östersunds SK (Thobias Fredriksson, Anders Södergren, Mathias Fredriksson) | Östersunds SK (Thobias Fredriksson, Anders Södergren, Mathias Fredriksson) | Åsarna IK (Mats Larsson, Johan Olsson, Fredrik Persson) | Åsarna IK (Mats Larsson, Johan Olsson, Fredrik Persson) | IFK Umeå (Peter Edén, Anders Högberg, Jörgen Brink) | IFK Umeå (Peter Edén, Anders Högberg, Jörgen Brink) |
| Lagtävling 15 km             | Östersunds SK                                                              | Östersunds SK                                                              |                                                         |                                                         |                                                     |                                                     |
| Lagtävling 30 km             | Östersunds SK                                                              | Östersunds SK                                                              |                                                         |                                                         |                                                     |                                                     |
| Lagtävling 50 km             | Östersunds SK                                                              | Östersunds SK                                                              |                                                         |                                                         |                                                     |                                                     |
| Lagtävling Double Pursuit    | Östersunds SK                                                              | Östersunds SK                                                              |                                                         |                                                         |                                                     |                                                     |

### Damer
| Gren                           | Guld                                                        | Guld                                                        | Silver                                                   | Silver                                                   | Brons                                           | Brons                                           |
| 10 km (F)                      | Anna Dahlberg                                               | Åsarna IK                                                   | Elin Ek                                                  | IFK Mora SK                                              | Lina Andersson                                  | Piteå Elit SK                                   |
| 15 km (F)                      | Emelie Öhrstig                                              | Piteå Elit SK                                               | Elin Ek                                                  | IFK Mora SK                                              | Maria Rydqvist                                  | Bergeforsens SK                                 |
| 30 km (K)                      | Lina Andersson                                              | Piteå Elit SK                                               | Emelie Öhrstig                                           | Piteå Elit SK                                            | Elin Ek                                         | IFK Mora SK                                     |
| Double pursuit (7,5 K + 7,5 F) | Anna Dahlberg                                               | Åsarna IK                                                   |                                                          |                                                          |                                                 |                                                 |
| Sprint (K)                     | Emelie Öhrstig                                              | Piteå Elit SK                                               |                                                          |                                                          |                                                 |                                                 |
| Stafett 3 x 5 km (K)           | Piteå Elit SK (Kina Swidén, Lina Andersson, Emelie Öhrstig) | Piteå Elit SK (Kina Swidén, Lina Andersson, Emelie Öhrstig) | Åsarna IK (Mariana Handler, Jenny Olsson, Anna Dahlberg) | Åsarna IK (Mariana Handler, Jenny Olsson, Anna Dahlberg) | IFK Mora SK (Jenny Limby, Elin Ek, Julia Limby) | IFK Mora SK (Jenny Limby, Elin Ek, Julia Limby) |
| Lagtävling 10 km               | Piteå Elit SK                                               | Piteå Elit SK                                               |                                                          |                                                          |                                                 |                                                 |
| Lagtävling 15 km               | Piteå Elit SK                                               | Piteå Elit SK                                               |                                                          |                                                          |                                                 |                                                 |
| Lagtävling 30 km               | Piteå Elit SK                                               | Piteå Elit SK                                               |                                                          |                                                          |                                                 |                                                 |
| Lagtävling Double Pursuit      | IFK Mora SK                                                 | IFK Mora SK                                                 |                                                          |                                                          |                                                 |                                                 |

### Webbkällor
- Svenska Skidförbundet
- Sweski.com